# Rhein-Pfalz-Kreis
Rhein-Pfalz-Kreis – powiat w niemieckim kraju związkowym Nadrenia-Palatynat. Do 31 grudnia 2003 nazwa powiatu brzmiała Landkreis Ludwigshafen. Stolicą powiatu jest miasto Ludwigshafen am Rhein.

## Podział administracyjny
Powiat składa się z:
- jednej gminy miejskiej (Stadt)
- czterech gmin bezzwiązkowych (verbandsfreie Gemeinde)
- pięciu gmin związkowych (Verbandsgemeinde)

Gminy miejskie:
| Lp. | Nazwa gminy miejskiej | Ludność (31.12.2010) | Powierzchnia km² |
| --- | --------------------- | -------------------- | ---------------- |
| 1   | Schifferstadt         | 19.375               | 28,04            |

Gminy bezzwiązkowe:
| Lp. | Nazwa gminy bezzwiązkowej | Ludność (31.12.2010) | Powierzchnia km² |
| --- | ------------------------- | -------------------- | ---------------- |
| 1   | Bobenheim-Roxheim         | 9.878                | 20,45            |
| 2   | Böhl-Iggelheim            | 10.456               | 32,83            |
| 3   | Limburgerhof              | 10.834               | 9,00             |
| 4   | Mutterstadt               | 12.659               | 20,50            |

Gminy związkowe:
| Lp. | Nazwa gminy związkowej | Ludność (31.12.2010) | Powierzchnia km² | Liczba gmin |
| --- | ---------------------- | -------------------- | ---------------- | ----------- |
| 1   | Dannstadt-Schauernheim | 12.783               | 33,19            | 3           |
| 2   | Lambsheim-Heßheim      | 15.935               | 37,68            | 6           |
| 3   | Maxdorf                | 12.714               | 16,93            | 3           |
| 4   | Rheinauen              | 23.348               | 51,28            | 4           |
| 5   | Römerberg-Dudenhofen   | 20.493               | 54,99            | 4           |